# Guaibasaurus candelariensis
Guaibasaurus candelariensis es la única especie conocida del género extinto Guaibasaurus ("lagarto de Guaiba") de dinosaurio saurisquio basal, que vivió a finales del período Triásico, hace aproximadamente 227,4 y 220,7 millones de años, durante el Carniense, en lo que hoy es Sudamérica.

## Descripción
Guaibasaurus es un pequeño dinosaurio de construcción ligera con una longitud de unos 2 metros. El fémur de UFRGS PV0725T tiene una longitud de 27 centímetros. Las características básicas son la posesión de cuatro dedos en la mano, cuatro dedos en el pie, mientras que el quinto dedo se reduce a un solo metatarsiano; un acetábulo casi cerrado en la articulación de la cadera y una arista media alta en un calcáneo estrecho. La fórmula de los dedos de los pies es 2-3-4-5-0.

## Descubrimiento e investigación
Guaibasaurus fue nombrado originalmente sobre la base del holotipo, MCN  PV2355, un esqueleto postcraneal parcial bien preservado y el paratipo , MCN PV2356, una extremidad posterior izquierda articulada y casi completa , que se descubrieron en la localidad "Sesmaria do Pinhal 2" cerca de Candelária , Rio Grande do Sul, en Brasil , en el geoparque de Paleorrota. Más tarde, se remitieron dos especímenes adicionales a G. candelariensis, UFRGS  PV0725T es un articulado y casi completo esqueleto postcraneal al que le falta un miembro anterior, ambos pies y el cuello, y MCN PV 10112 sigue siendo un bloque no preparado que contiene partes articuladas y algunos elementos aislados de los cuales, incluida una mano parcial. Los materiales referidos fueron recolectados en la localidad de "Linha São Luiz" cerca de la ciudad de Faxinal do Soturno, Rio Grande do Sul, también en el geoparque de Paleorrota. Todas las muestras se recogieron en estas dos localidades de la parte inferior de la Formación Caturrita, Grupo Rosario do Sul, Cuenca Paraná o alternativamente, la más superior de la Secuencia Santa Maria 2, que data de principios del Noriense, etapa de la fauna del Triásico tardío. Una datación de U-Pb, desintegración de uranio, encontró que la Formación Caturrita data de hace 225.42 millones de años, lo que la hace menos de 10 millones de años más joven que las Formaciones de Santa María e Ischigualasto , desde donde se conocen los primeros dinosaurios.

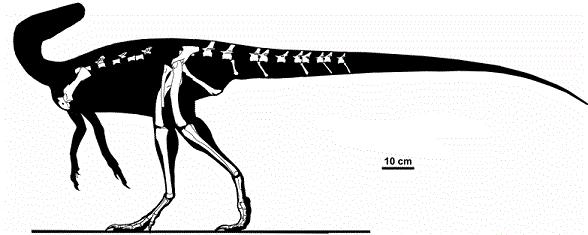
Diagrama esquelético que muestra los restos conocidos del holotipo.

La muestra UFRGS PV0725T está articulada con las patas traseras metidas debajo de su cuerpo y las extremidades anteriores flexionadas hacia los lados. Aunque la mayor parte del cuello no está preservado, las vértebras en la base del cuello están presentes en UFRGS PV0725T se curva hacia la izquierda, lo que sugiere que todo el cuello estaba curvado hacia el lado izquierdo del cuerpo. La postura de este esqueleto es similar a la posición de reposo de las aves y, por lo demás, solo se conoce en los dinosaurios maniraptoranos avanzados que están estrechamente relacionados con las aves. Al igual que las aves vivas, Guaibasaurus puede haber descansado en esta posición para conservar el calor corporal.
Guaibasaurus fue nombrado por primera vez por José F. Bonaparte , Jorge Ferigolo y Ana Maria Ribeiro en 1999 y la especie tipo es Guaibasaurus candelariensis. El nombre genérico lleva el nombre de la "Cuenca Hidrográfica del Río Guaíba", donde se encontró el holotipo como parte del "Proyecto Prό-Guaíba", un programa científico que apoya la investigación sobre fósiles del período Triásico. El nombre específico lleva el nombre de Candelária, una ciudad cerca de la localidad fósil en la que se encontró el holotipo.

## Clasificación

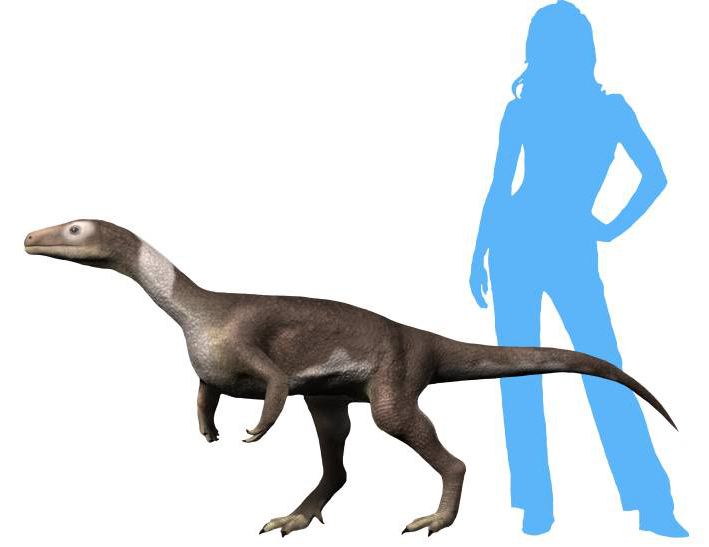
Restauración.

José Bonaparte y sus colegas, en su descripción de 1999 del género, encontraron que era posible terópodo basal y lo colocaron en su propia familia , Guaibasauridae. Bonaparte y sus colegas en 2007 encontraron a Saturnalia un nuevo dinosaurio brasileño muy similar a este, y colocaron a los dos en Guaibasauridae, que se encontró que era un grupo saurisquios primitivos. Bonaparte descubrió que estas formas pueden haber sido sauropodomorfos primitivos, o un conjunto de formas cercanas al ancestro común de los sauropodomorfos y terópodos. En general, Bonaparte descubrió que tanto Saturnalia como Guaibasaurus eran más parecidos a terópodos que a prosauropodos. Sin embargo, todos los análisis cladísticos más recientes encontraron a los miembros de Guaibasauridae como sauropodomorfos muy basales, excepto el propio Guaibasaurus, que se encontró que era un terópodo basal o alternativamente, un sauropodomorfo basal.